# Literaturjahr 1844
Liste der Literaturjahre

1843 | Literaturjahr 1844 | 1845 | 1846 | 1847 | ►►

Weitere Ereignisse
Dieser Artikel behandelt das Literaturjahr 1844.

## Ereignisse

### Prosa
- Die letzten Teile des Romans Les Trois Mousquetaires (dt. Die drei Musketiere) von Alexandre Dumas werden in der Zeitung Le Siècle veröffentlicht.
- Alexandre Dumas der Ältere veröffentlicht die ersten Teile des Fortsetzungsromans Der Graf von Monte Christo.

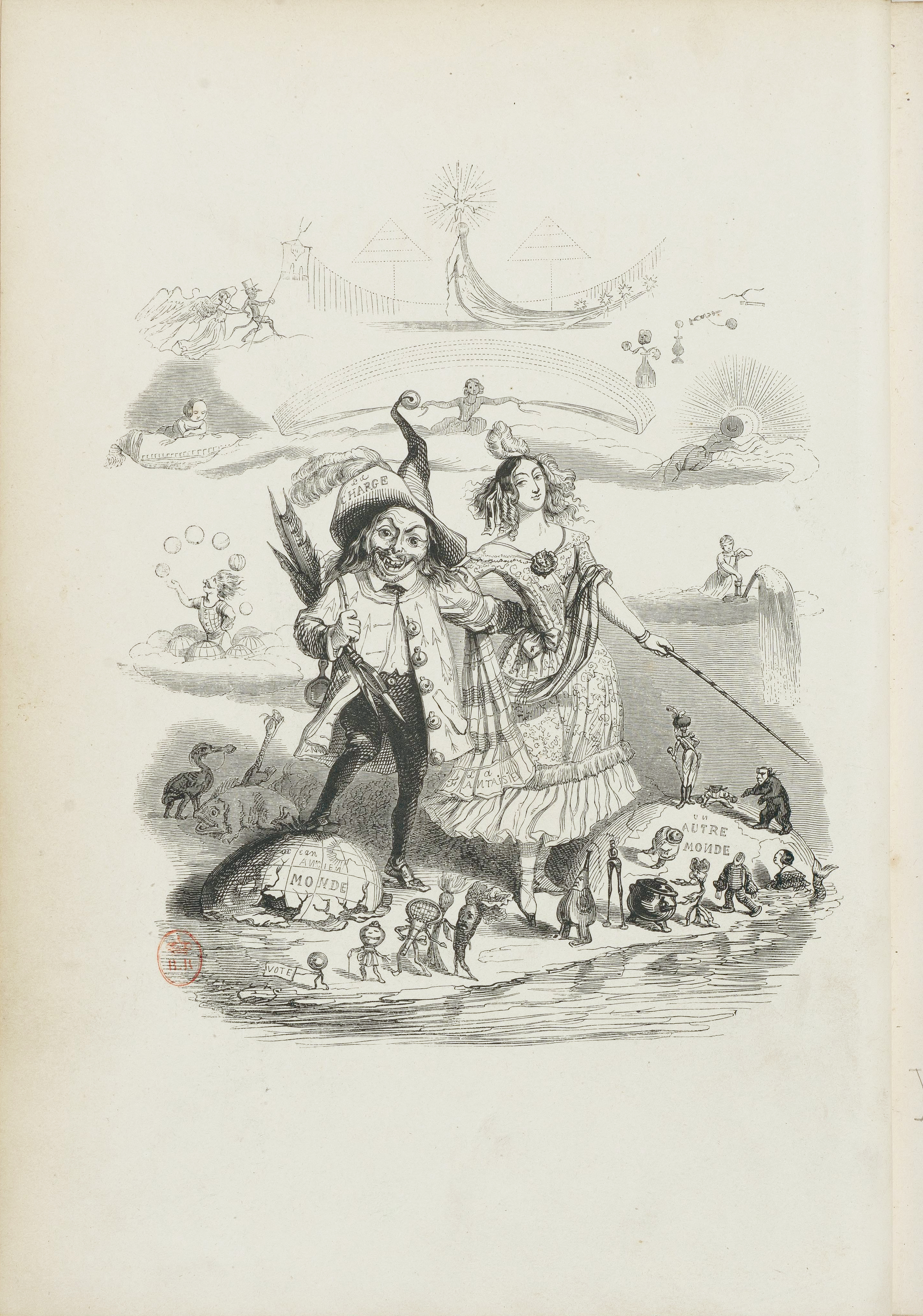
Frontispiz von Un Autre Monde

- Das Buch Un Autre Monde, mit zahlreichen Illustrationen Grandvilles, erscheint in Paris. Es ist eines seiner Hauptwerke. Den Text verfasste Taxile Delord.

- Von Adalbert Stifter erscheint die Erzählung Der Condor in der Buchfassung.

### Lyrik
- 10. Juni: In dem von Karl Marx herausgegebenen Wochenblatt Vorwärts! erscheint die Ballade Die armen Weber von Heinrich Heine.

- Deutschland. Ein Wintermärchen von Heinrich Heine erscheint beim Verlag Hoffmann und Campe, Hamburg.
- Von Annette von Droste-Hülshoff erscheinen u. a. die Balladen Der Knabe im Moor und Die Vergeltung sowie in überarbeiteter Fassung Das Fräulein von Rodenschild.
- Gedichte: Elizabeth Barrett Browning

### Drama

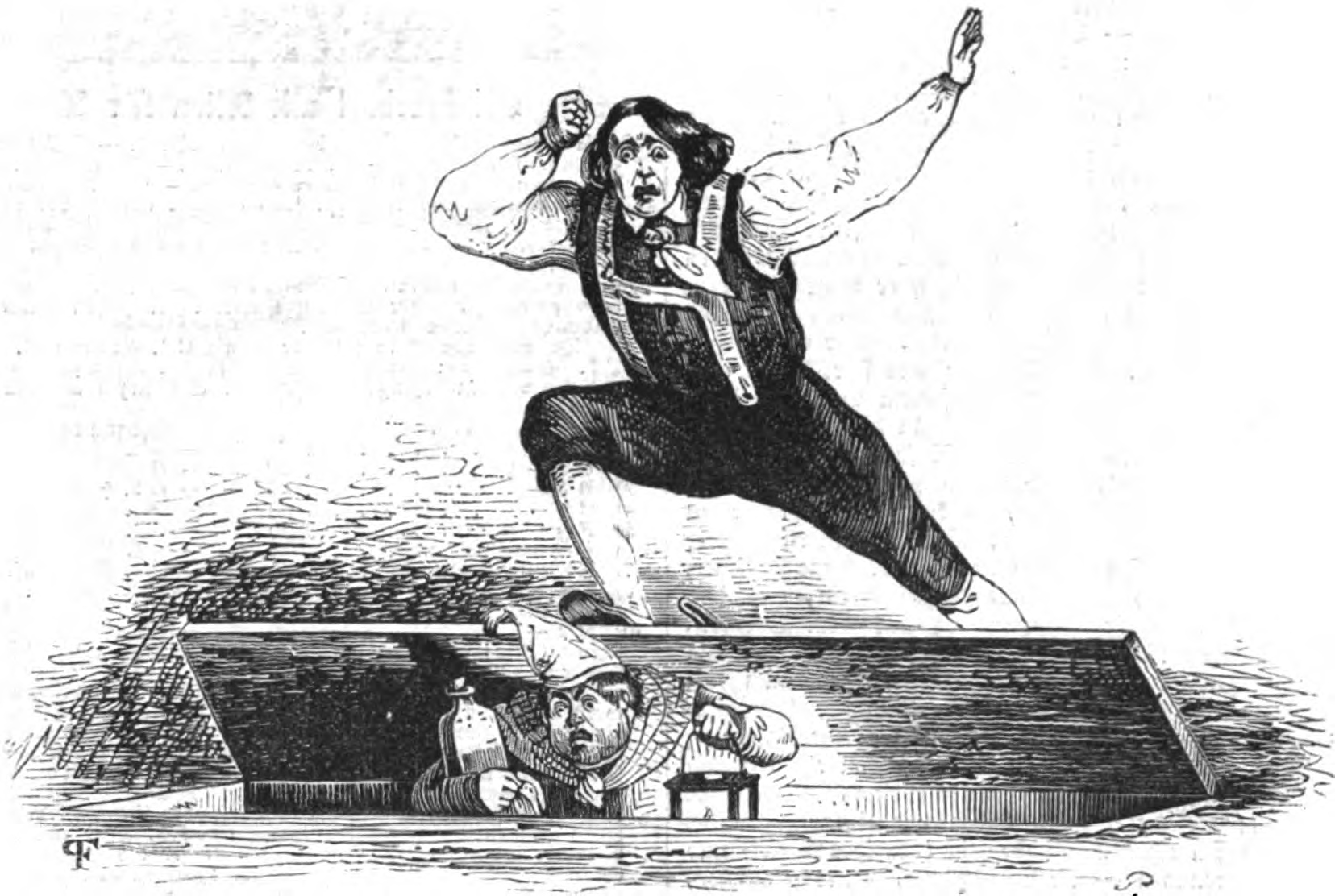
Der Zerrissene, Szene aus dem 3. Akt; Illustrirte Zeitung, Bd. 03 (1844), S. 61.

- 9. April: Johann Nestroys Posse Der Zerrissene mit der Musik von Adolf Müller senior feiert im Theater an der Wien seine Uraufführung. Der Stoff stammt aus der französischen comédie-vaudeville L'homme blasé (Der gelangweilte Mann) von Félix-Auguste Duvert und Augustin-Théodore de Lauzanne. Am Abend vor der Premiere des „Zerrissenen“ hat die deutsche Bearbeitung Joseph Kupelwiesers unter dem Titel Überdruß aus Überfluß oder Der gespenstige Schlosser am Theater in der Josefstadt in Wien Premiere, verschwindet aber – anders als die Nestroy-Umsetzung – nach wenigen Aufführungen wieder vom Spielplan.
- 20. April: Ludwig Tiecks im Jahr 1797 veröffentlichtes Theaterstück Der gestiefelte Kater nach dem gleichnamigen Märchen wird am Berliner Hoftheater uraufgeführt. Das Publikum reagiert auf Tiecks Komödie, mit der er sich vom Illusionstheater entfernt, mit Unverständnis.

### Periodika
- Februar: Die einzige Ausgabe der von Arnold Ruge und Karl Marx herausgegebenen Deutsch-Französischen Jahrbücher erscheint als Doppelausgabe in Paris. Sie enthält unter anderem die Einleitung Zur Kritik der Hegelschen Rechtsphilosophie von Karl Marx, in der dieser die Religion als „Opium des Volkes“ bezeichnet.

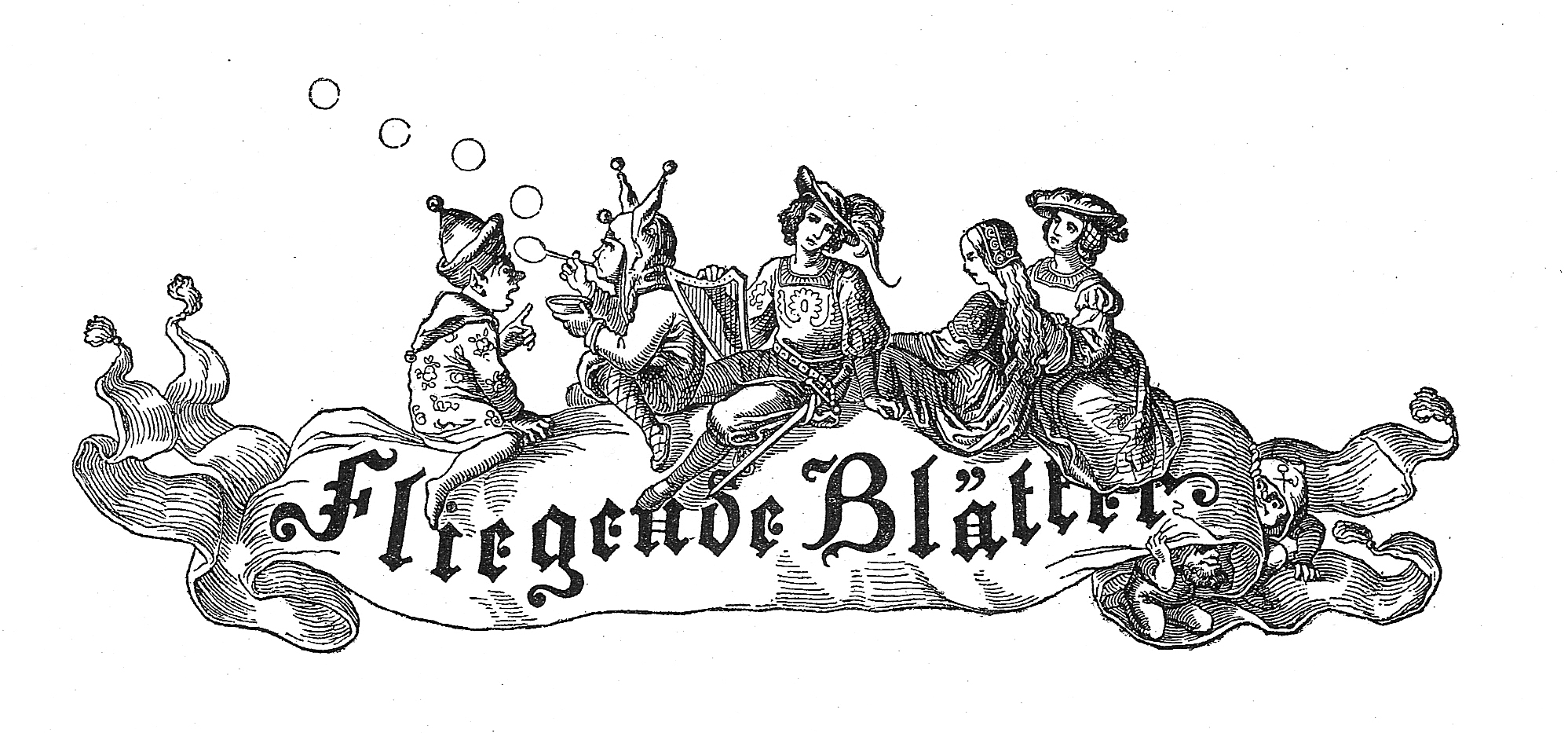
Kopftitel der Fliegenden Blätter

- 7. November: Die Erstausgabe der Fliegenden Blätter, einer humoristischen, reich illustrierten deutschen Wochenschrift, erscheint beim Verlag Braun & Schneider in München.

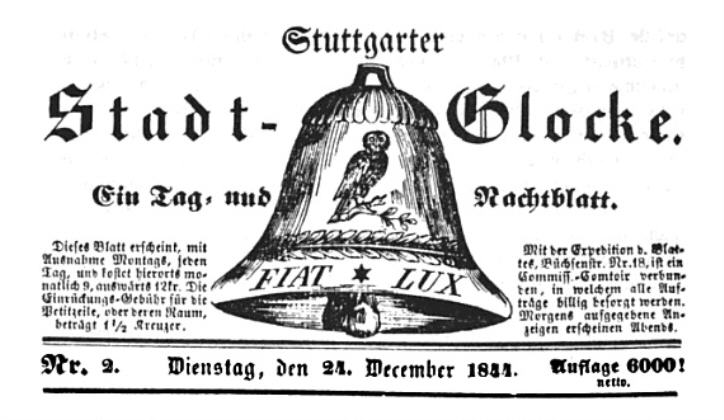
Kopfzeile der Stuttgarter Stadt-Glocke

- 22. Dezember: Die Stuttgarter Stadt-Glocke erscheint erstmals. Sie erreicht schon nach dem ersten Monat eine Auflage von über 1000 Exemplaren. Die Stuttgarter Stadt-Glocke, die täglich außer montags erscheint, verbreitet Fortsetzungsgeschichten historischen und vaterländischen Inhalts, angekündigt als Sagen oder Erzählungen, die mündlich oder schriftlich von früheren Generationen überliefert worden seien. Tatsächlich sind die Texte jedoch frei erfunden. Der fiktive Held der ersten Serie ist Anton Webercus, ein angeblich mehr als hundertjähriger Mann, der in Tagebuchform die Sittengeschichte des 18. Jahrhunderts niedergeschrieben haben soll.

### Wissenschaftliche Werke
- Vestiges of the Natural History of Creation: Robert Chambers

### Politische Schriften
- Mai/Juni bis August: Karl Marx verfasst die Pariser Manuskripte.
- Max Stirner veröffentlicht Der Einzige und sein Eigentum.
- Die Lage der arbeitenden Klasse in England: Friedrich Engels
- Dezember: Das von Hermann Püttmann in Darmstadt herausgegebene Deutsche Bürgerbuch für das Jahr 1845 wird in Preußen sofort beschlagnahmt.

### Sonstiges

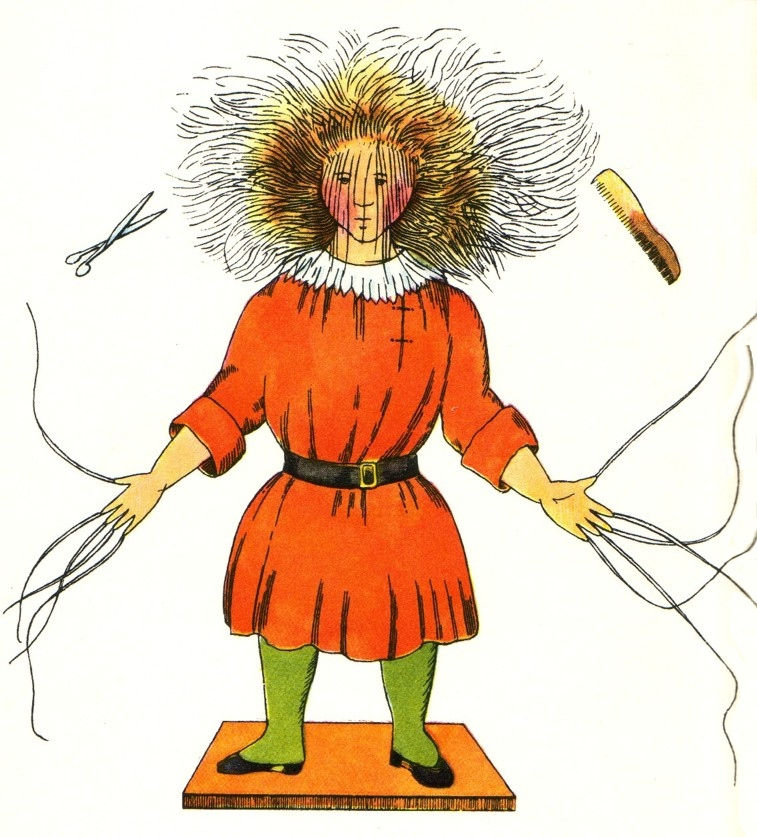
Der Struwwelpeter (Zeichnung von Heinrich Hoffmann 1844)

- Der Arzt und Psychiater Heinrich Hoffmann verfasst als Weihnachtsgeschenk für seinen Sohn das Bilderbuch Struwwelpeter.

## Geboren
- 30. März: Paul Verlaine, französischer Dichter († 1896)
- 16. April: Anatole France, französischer Schriftsteller († 1924)
- 30. August: Emily Ruete, omanisch-sansibarische Prinzessin, Schriftstellerin und Lehrerin († 1924)
- 31. August: Elizabeth Stuart Phelps, US-amerikanische Schriftstellerin († 1911)
- 15. Oktober: Friedrich Nietzsche, deutscher Philosoph († 1900)
- 23. Oktober: Robert Bridges, britischer Lyriker († 1930)

## Gestorben
- 27. Januar: Charles Nodier, Schriftsteller
- 11. Juli: Jewgeni Baratynski, russischer Schriftsteller (* 1800)
- 14. November: Flora Tristan, französische Schriftstellerin, Sozialistin und Frauenrechtlerin (* 1803)
- 21. November: Iwan Krylow, russischer Fabeldichter (* 1769)